# ستانلي إب
ستانلي إب (بالإنجليزية: Stanley Ibe)‏ هو لاعب كرة قدم نيجيري في مركز الهجوم، ولد في 19 يوليو 1984 في ولاية أبيا في نيجيريا. لعب مع نادي أنكونا ونادي جنوى ونادي سلوغا يوغوماغنات ويو تي أي أراد.

## وصلات خارجية
- ستانلي إب على موقع الاتحاد الأوربي (الإنجليزية)
- ستانلي إب على موقع قاعدة بيانات كرة القدم.إي يو (الإنجليزية)
- ستانلي إب على موقع Soccerway.com (الإنجليزية)